# O Jogo (jornal)
O Jogo é um jornal desportivo de publicação diária em Portugal, tendo sido fundado no dia 22 de fevereiro de 1985. Atualmente é parte integrante da Global Media Group. Em setembro de 2020, o Global Media Group chegou a acordo com o grupo Bel, do empresário Marco Galinha, para a sua entrada como acionista da empresa. O grupo Bel foi fundado em 2001 por Marco Galinha e tem atividades em vários setores, entre os quais máquinas de vending (máquinas de venda automática) e aeronáutica, e entrou nos media em 2018, através do Jornal Económico. O empresário, natural de Rio Maior, é presidente executivo e presidente do conselho de administração do grupo Bel, que fundou em 2001

## Administração
O diretor atual do jornal é Vítor Santos, tendo o jornal como diretor adjunto Jorge Maia. O editor online é atualmente Alcides Freire. O conselho de administração é atualmente presidido por José Pedro Soeiro (Presidente), Afonso Camões, Domingos de Andrade, Guilherme Pinheiro, Kevin Ho e Phillip Yip.

## GP O JOGO/Leilosoc
existe uma prova do calendário nacional velocipédico GP O JOGO.